# Feliks Madejewski
Feliks Madejewski (1825 – 13. února 1902 Krakov) byl rakouský právník a politik polské národnosti z Haliče, v 2. polovině 19. století poslanec Říšské rady.

## Biografie
Vystudoval práva a nastoupil na praxi do východní Haliče. Působil u prokuratury v Sambiru, pak u odvolacího soudu ve Lvově, následně se stal členem vrchního soudního dvora ve Vídni. Od roku 1881 zastával funkci viceprezidenta vrchního zemského soudu v Krakově. Ve funkci úzce spolupracoval s prezidentem soudu Wiktorem Zborowským. V úřadu setrval do roku 1892, kdy byl na vlastní žádost penzionován. V souvislosti s odchodem na penzi mu byl roku 1892 udělen Řád Františka Josefa Získal také Císařský rakouský řád Leopoldův.
Byl krátce i poslancem Říšské rady (celostátního parlamentu), kam usedl v prvních přímých volbách roku 1873 za městskou kurii v Haliči, obvod Sambir, Stryj, Drohobyč atd. Jeho volba byla ovšem 10. prosince 1873 anulována. V roce 1873 se uvádí jako Felix Madejwski, rada zemského soudu, bytem Sambir. V parlamentu zastupoval v roce 1873 opoziční slovanský blok (Polský klub).